# ميلتون ستريت
ميلتون ستريت (بالإنجليزية: Milton Street)‏ هو سياسي أمريكي، ولد في 25 أبريل 1941 في الولايات المتحدة. حزبياً، نشط في الحزب الجمهوري والحزب الديمقراطي. وقد انتخب عضو مجلس ولاية بنسيلفانيا وانتخب عضو مجلس نواب بنسيلفانيا.